# (1135) Colchis
(1135) Colchis es un asteroide perteneciente al cinturón de asteroides descubierto el 3 de octubre de 1929 por Grigori Nikoláievich Neúimin desde el observatorio de Simeiz en Crimea.
Está nombrado por la antigua región de Cólquida.